# Ковригино (Никольский район)
Ковригино — деревня в Никольском районе Вологодской области.
Входит в состав Теребаевского сельского поселения, с точки зрения административно-территориального деления — в Теребаевский сельсовет.
Расстояние по автодороге до районного центра Никольска — 28 км, до центра муниципального образования Теребаево — 11 км. Ближайшие населённые пункты — Калинино, Иваково, Гужово.
По переписи 2002 года население — 25 человек (13 мужчин, 12 женщин). Всё население — русские.